# Леодан Гонсалес
Леодан Франкін Гонсалес Кабре́ра (ісп. Leodán Frankin González Cabrera, 11 березня 1983) — уругвайський футбольний арбітр, арбітр ФІФА з 2016 року. Обслуговує матчі першого дивізіону Уругваю, а також Південноамериканського кубка та Кубка Лібертадорес.

## Міжнародні турніри
Він судив у таких великих міжнародних турнірах:
- Юнацький чемпіонат Південної Америки 2017
- Молодіжний чемпіонат Південної Америки 2019
- Молодіжний чемпіонат світу з футболу 2019
- Кубок Америки з футболу 2019
- Рекопа Південної Америки 2020
- Клубний чемпіонат світу з футболу 2020